# Eficiência espectral
Eficiência espectral é uma medida da eficiência com que um dado sistema de comunicação usa a largura de banda de um canal.